# Otto Jelinek
Otto John Jelinek, nato Otakar Jelínek (Praga, 20 maggio 1940) è un ex pattinatore artistico su ghiaccio e politico canadese, specializzato nel pattinaggio artistico su ghiaccio a coppie.

## Palmarès
Con Maria Jelinek
| Risultati                    | Risultati      | Risultati      | Risultati      | Risultati      | Risultati      | Risultati      | Risultati      | Risultati      |
| Internazionali               | Internazionali | Internazionali | Internazionali | Internazionali | Internazionali | Internazionali | Internazionali | Internazionali |
| Evento                       | 1955           | 1956           | 1957           | 1958           | 1959           | 1960           | 1961           | 1962           |
| ---------------------------- | -------------- | -------------- | -------------- | -------------- | -------------- | -------------- | -------------- | -------------- |
| Giochi olimpici invernali    |                |                |                |                |                | 4°             |                |                |
| Campionati mondiali          |                |                | 3°             | 3°             | 4°             | 2°             |                | 1°             |
| North American Championships |                |                | 2°             |                |                |                | 1°             |                |
| Nazionali                    |                |                |                |                |                |                |                |                |
| Campionati canadesi          | 1° J.          | 2°             | 2°             | 2°             |                | 2°             | 1°             | 1°             |
| J. = Junior                  |                |                |                |                |                |                |                |                |